# باندیکوت خاردار دیوید
باندیکوت خاردار دیوید (نام علمی: Echymipera davidi) نام یک گونه از سرده باندیکوت خاردار گینه نو است.